# Pieksämäki ekonomiska region
Pieksämäki ekonomiska region (finska: Pieksämäen seutukunta) är en av ekonomiska regionerna i landskapet Södra Savolax i Finland. Folkmängden i regionen uppgick den 1 januari 2013 till 31 481 invånare, regionens totala areal utgjordes av 3 894 kvadratkilometer och därav utgjordes landytan av 3 306,86  kvadratkilometer.  I Finlands NUTS-indelning representerar regionen nivån LAU 1 (f.d. NUTS 4), och dess nationella kod är 105 .  

## Förteckning över kommuner
Pieksämäki ekonomiska region  omfattar följande tre kommuner: 
- Jorois kommun
- Juva kommun
- Pieksämäki stad

Samtliga kommuners språkliga status är enspråkigt finska. 